# 野村知紗
野村 知紗（のむら ちさ）は、日本の漫画家。広島県広島市出身、千葉県松戸市在住。女性。夫は漫画家の野村宗弘。夫婦共に、黒潮マンガ大賞出身。

## 来歴
元々、夫である野村宗弘の執筆の手伝いとしてトーン貼り等しており、野村宗弘からベタ塗り等より高度な作業を手伝わないか、と誘われたが自信の無さから拒否、そこで野村宗弘から練習に漫画を執筆し、黒潮マンガ大賞に送ってみる事を提案され、執筆した。結婚の3年前まで、故郷広島市の病院で看護助手として働いていた経験を元に、『看護助手のナナちゃん』を執筆し、第20回黒潮マンガ大賞準大賞を受賞した。

## 受賞歴
- 第20回黒潮マンガ大賞準大賞『看護助手のナナちゃん』

## 作品リスト
- 看護助手のナナちゃん（『ビッグコミックオリジナル増刊』連載中、既刊11巻）